# 海士広大
海士 広大（かいし こうた、1994年10月7日 - ）は、ジャパンラグビーリーグワンクボタスピアーズ船橋・東京ベイに所属するラグビー選手。

## プロフィール
- 大阪府出身[1]。
- ポジションはプロップ(PR)。
- 身長 172 cm、体重 105 kg
- 日本代表キャップは1。（2022年6月18日現在）
- 関西学生代表に選ばれたことがある[2]。

## 略歴
2013年、常翔学園高校卒業後、同志社大学に入る。なお常翔学園高校時代、高校日本代表候補に選ばれたことがある。
2017年、同志社大学卒業後、クボタスピアーズ(現・クボタスピアーズ船橋・東京ベイ)に加入。同年12月3日に行われたジャパンラグビートップリーグ第10節の宗像サニックスブルース戦に途中出場で公式戦初出場を果たす。
2022年6月18日に行われたリポビタンDチャレンジカップ2022ウルグアイ戦にて途中出場で日本代表初キャップを獲得した。

## MV出演
- Carnavacation「だれも知らない」[7]。